# قوات الدفاع الجوي التابعة للقوات البرية الروسية

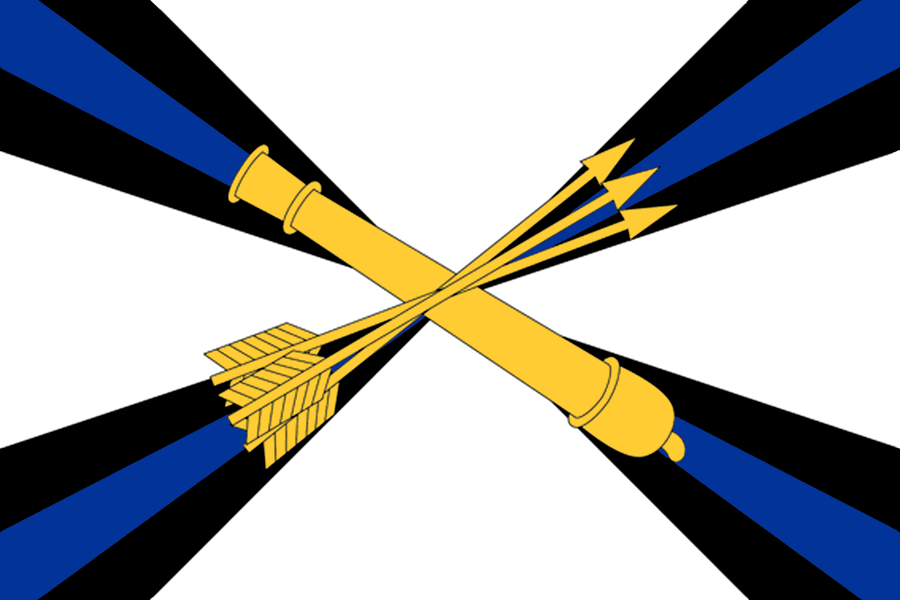
علم قوات الدفاع الجوي التابعة للقوات البرية الروسية.

قوات الدفاع الجوي (بالروسية: Войска ПВО Войск Российской Федерации) هو فرع قتالي للقوات البرية الروسية، تهدف إلى تغطية القوات والمنشآت من وسائل الهجوم الجوي للعدو أثناء قيام جمعيات الأسلحة المشتركة وتشكيلات العمليات ( العمليات القتالية)، وإعادة التجمع (المسيرات)، والتواجد في الموقع. ويتم تكليفهم بتنفيذ المهام الرئيسية التالية:
- الواجب القتالي في الدفاع الجوي؛
- استطلاع طائرات العدو وتحذير القوات المغطاة؛
- تدمير وسائل الهجوم الجوي للعدو أثناء طيرانها؛
- المشاركة في إجراء الدفاع الصاروخي في مسارح العمليات العسكرية.

من الناحية التنظيمية، تتكون قوات الدفاع الجوي التابعة لقوات الدفاع الجوي من هيئات السيطرة العسكرية، ونقاط قيادة AD، والصواريخ المضادة للطائرات (المدفعية الصاروخية) وتشكيلات الراديو التقنية والوحدات العسكرية والأقسام الفرعية. إنها قادرة على تدمير وسائل الهجوم الجوي للعدو في جميع أنحاء نطاق الارتفاع (صغير للغاية - حتى 200 متر، صغير - من 200 إلى 1000 متر، متوسط - من 1000 إلى 4000 متر، كبير - من 4000 إلى 12000 متر، وفي الستراتوسفير – أكثر من 12000 م) وسرعات الطيران.
جهزت التشكيلات والوحدات العسكرية والأقسام الفرعية لقوات الدفاع الجوي التابعة لقوات الدفاع الجوي بصواريخ مضادة للطائرات ومدفعية مضادة للطائرات وأنظمة مدافع وصواريخ مضادة للطائرات وأنظمة صواريخ مضادة للطائرات محمولة مختلفة في القدرة على الوصول، قدرة القناة ووسائل التوجيه الصاروخي. اعتمادًا على مدى تدمير الأهداف الجوية، يتم تقسيمها إلى أنظمة قريبة المدى – حتى 10 كيلومترات، قصيرة المدى – حتى 30 كيلومترًا، متوسطة المدى – حتى 100 كيلومتر، بعيدة المدى – أكثر من 100 كم.
يتم إجراء مزيد من التطوير لقوات الدفاع الجوي في GF من خلال تحسين القدرة على الحركة والقدرة على البقاء وسرية العملية ودرجة الأتمتة وكفاءة إطلاق النار وتوسيع معلمات المنطقة المتضررة وتقليل وقت الاستجابة وخصائص الأبعاد الجماعية للصاروخ الموجه. المنظومات (الصواريخ والمدفعية).
أفيد في يناير 2021 أن قوات الدفاع الجوي التابعة للقوات البرية تلقت أكثر من 900 وحدة من المعدات العسكرية - أنظمة صواريخ طويلة المدى مضادة للطائرات أس - 300، وأنظمة صواريخ مضادة للطائرات قصيرة المدى ومتوسطة المدى "Tor-" "إم2" و"نظام صواريخ بوك" منظومات الصواريخ المحمولة المضادة للطائرات "فيربا".